# Juan Paiva
Juan Oliveira Paiva (Rio de Janeiro, 15 de março de 1998) é um ator brasileiro.
Ficou nacionalmente conhecido por seus papéis nas novelas Totalmente Demais (2015), Malhação: Viva a Diferença (2017), Um Lugar ao Sol (2021) e Renascer (2024), e nos filmes M8 - Quando a Morte Socorre a Vida e Nosso Sonho.

## Biografia e carreira

### 1998-2014: Início
Juan Paiva nasceu e foi criado no Vidigal, na cidade do Rio de Janeiro. Aos 8 anos ingressou no projeto Nós do Morro, que ensina artes para jovens carentes. Aos dez já participava de seu primeiro filme, 5x Favela - Agora por Nós Mesmos. Fez parte do elenco da peça de teatro Os Dois Cavalheiros de Verona, em 2012. Em 2013, fez o filme Vendo ou alugo, de Betse de Paulo.

### 2015-2020: Primeiros papéis de destaque
Realizou testes na TV Globo e estreou na televisão através da novela Totalmente Demais, entre 2015 e 2016, interpretando o paraplégico Wesley.
Em 2017, conquista notoriedade ao interpretar o personagem Anderson na vigésima quinta temporada da novela teen Malhação: Viva a Diferença, premiada no Emmy Kids Internacional. Ainda no mesmo ano, estreia o longa Correndo Atrás, contracenando ao lado de Aílton Graça como o jovem craque de futebol Glanderson.
Em 2019, participa do drama Sem Seu Sangue, selecionado ao Festival de Cannes na França.

### 2020-presente: Protagonismo na TV e no cinema
No ano seguinte, 2020, protagoniza o filme M8: Quando a Morte Socorre a Vida de Jeferson De, como o estudante de medicina Mauricio.
Em 2021, foi co-rotagonista da novela das 9 da TV Globo; Um Lugar ao Sol, interpretando o humilde Ravi, pelo qual recebeu o Prêmio APCA de Televisão de Melhor Ator. No ano seguinte, 2022, foi um dos participantes da segunda temporada do talent show The Masked Singer Brasil, exibido pela TV Globo, com o personagem "Robô", terminando como 6º eliminado.
Em 2023, viveu o músico Buchecha na cinebiografia Nosso Sonho que narra a trajetória da famosa dupla de funk brasileira, Claudinho e Buchecha. Na obra, contracena novamente ao lado do ator Lucas Penteado, repetindo a parceria de Malhação: Viva a Diferença.
No ano de 2024, retorna ao destaque na TV e ganha elogios da crítica ao estrelar o reboot de Renascer, onde encarna o protagonista jovem, João Pedro, vivido por Marcos Palmeira na versão original, e a segunda temporada da série Justiça no Globoplay, onde interpreta um dos quatro protagonistas da trama, Balthazar. Por suas interpretações nesses papéis, recebeu mais uma indicação ao APCA por Renascer e duas indicações a Melhores do Ano, vencendo na categoria Melhor Ator de Série, além de receber elogios de crítica e público. Além desses trabalhos, rodou também a minissérie Suíte Magnólia, do Canal Brasil.

## Vida pessoal
Em 2014, aos 16 anos, Juan se tornou pai de Analice, fruto de seu relacionamento com a então namorada Luana Souza.

## Filmografia

### Televisão
| Ano     | Título                     | Personagem               | Notas                |
| ------- | -------------------------- | ------------------------ | -------------------- |
| 2015-16 | Totalmente Demais          | Wesley Castro            |                      |
| 2017-18 | Malhação: Viva a Diferença | Anderson Rodrigues       |                      |
| 2020-24 | As Five                    | Anderson Rodrigues       |                      |
| 2020-24 | Um Dia Qualquer            | Júnior Campos (Juninho)  |                      |
| 2021-22 | Um Lugar ao Sol            | Ravi Pereira da Silva    |                      |
| 2022    | The Masked Singer Brasil   | Participante (11º lugar) | Temporada 2          |
| 2022    | Sob Pressão                | Inácio                   | Episódio: "3"        |
| 2024    | Renascer                   | João Pedro Inocêncio     |                      |
| 2024    | Suíte Magnólia             | Paulo Júlio (PJ)         |                      |
| 2024    | Justiça 2                  | Balthazar Gomes da Silva |                      |
| 2025-26 | Dona de Mim                | Samuel Boaz              |                      |
| 2025    | Encantado's                | Don Juan                 | Episódio: "Estamina" |

### Cinema
| Ano  | Título                                          | Personagem                              |
| ---- | ----------------------------------------------- | --------------------------------------- |
| 2010 | 5x Favela - Agora por Nós Mesmos                | Wesley                                  |
| 2013 | Vendo ou Alugo                                  | Coisa Ruim                              |
| 2019 | Correndo Atrás                                  | Glanderson                              |
| 2019 | Sick, Sick, Sick (Sem Seu Sangue)               | Arthur                                  |
| 2020 | M8 - Quando a Morte Socorre a Vida              | Maurício                                |
| 2022 | Um Dia Qualquer                                 | Juninho                                 |
| 2023 | Nosso Sonho: A História de Claudinho e Buchecha | Buchecha (Claucirlei Jovêncio de Souza) |
| 2024 | A Festa de Léo                                  | Julinho                                 |
| 2024 | De Pai Para Filho                               | José                                    |

## Teatro
| Período | Título                        | Personagem | Ref.  |
| ------- | ----------------------------- | ---------- | ----- |
| 2012    | Os Dois Cavalheiros de Verona | Proteu     | [ 5 ] |

## Prêmios e indicações
| Ano  | Prêmio                                | Categoria                              | Trabalho                                        | Resultado |
| ---- | ------------------------------------- | -------------------------------------- | ----------------------------------------------- | --------- |
| 2021 | Festival Sesc Melhores Filmes         | Melhor Ator Nacional (voto popular)    | M8 - Quando a Morte Socorre a Vida              | Venceu    |
| 2021 | Melhores e Piores da TV               | Melhor Ator                            | Um Lugar ao Sol                                 | Venceu    |
| 2021 | Troféu Internet                       | Revelação                              | Um Lugar ao Sol                                 | Indicado  |
| 2021 | Prêmio APCA de Televisão              | Melhor Ator                            | Um Lugar ao Sol                                 | Venceu    |
| 2022 | Melhores do Ano NaTelinha             | Melhor Ator                            | Um Lugar ao Sol                                 | Indicado  |
| 2022 | Prêmio TV Foco                        | Melhor Ator/Atriz Coadjuvante          | Um Lugar ao Sol                                 | Indicado  |
| 2022 | Prêmio Contigo!                       | Ator Coadjuvante - novela ou série     | Um Lugar ao Sol                                 | Indicado  |
| 2023 | Los Angeles Brazilian Film Festival   | Melhor Ator (reconhecimento especial)  | Nosso Sonho: A História de Claudinho e Buchecha | Venceu    |
| 2023 | Prêmio APCA de Cinema                 | Melhor Ator                            | Nosso Sonho: A História de Claudinho e Buchecha | Venceu    |
| 2024 | Festival Sesc Melhores Filmes         | Melhor Ator Nacional                   | Nosso Sonho: A História de Claudinho e Buchecha | Indicado  |
| 2024 | SEC Awards                            | Melhor Performance em Filme Nacional   | Nosso Sonho: A História de Claudinho e Buchecha | Indicado  |
| 2024 | Prêmio Grande Otelo                   | Melhor Ator de Filme                   | Nosso Sonho: A História de Claudinho e Buchecha | Indicado  |
| 2024 | Prêmio Noticiasdetv.com               | Melhor Ator Jovem Adulto               | Renascer / Justiça 2                            | Venceu    |
| 2024 | Prêmio Men of the Year Brasil         | Televisão                              | Renascer / Justiça 2                            | Venceu    |
| 2024 | Prêmio Jovem Brasileiro               | Melhor Ator                            | Renascer                                        | Indicado  |
| 2024 | Prêmio Gshow                          | Melhor Inovação (com Duda Santos)      | Renascer                                        | Venceu    |
| 2024 | Prêmio Gshow                          | Cena Mais Quente (com Giulia Buscacio) | Renascer                                        | Venceu    |
| 2024 | Prêmio Gshow                          | Melhor Casal (com Giulia Buscacio)     | Renascer                                        | Venceu    |
| 2024 | Prêmio Potências                      | Ator do Ano                            | Renascer                                        | Venceu    |
| 2024 | BreakTudo Awards                      | Melhor Ator Nacional                   | Renascer                                        | Indicado  |
| 2024 | Splash Awards                         | Melhor Atuação em Novela               | Renascer                                        | Indicado  |
| 2024 | Melhores do Ano Natelinha             | Melhor Ator                            | Renascer                                        | Indicado  |
| 2024 | Prêmio F5                             | Melhor Atuação em Novela               | Renascer                                        | Venceu    |
| 2024 | Prêmio Área VIP                       | Melhor Ator                            | Renascer                                        | Venceu    |
| 2024 | Troféu Sala de TV                     | Melhor Ator                            | Renascer                                        | Venceu    |
| 2024 | Prêmio APCA de Televisão              | Melhor Ator                            | Renascer                                        | Indicado  |
| 2024 | Melhores do Ano - Duh Secco           | Melhor Ator                            | Renascer                                        | Indicado  |
| 2024 | Melhores do Ano TV Press              | Melhor Ator                            | Renascer                                        | Venceu    |
| 2024 | Melhores do Ano                       | Ator de Novela                         | Renascer                                        | Indicado  |
| 2024 | Melhores do Ano                       | Ator de Série                          | Justiça 2                                       | Venceu    |
| 2024 | Melhores do Ano - Retrospectiva GENTE | Ator do Ano                            | Nosso Sonho / Renascer / Justiça 2              | Venceu    |
| 2025 | Troféu Internet                       | Melhor Ator                            | Renascer                                        | Indicado  |
| 2025 | Troféu Imprensa                       | Melhor Ator                            | Renascer                                        | Venceu    |
| 2025 | Prêmio iBest                          | Protagonista Influenciador             | Renascer                                        | Pendente  |
| 2025 | SEC Awards                            | Melhor Ator em Série Nacional          | Justiça 2                                       | Pendente  |
| 2025 | SEC Awards                            | Crush do Ano                           | Juan Paiva                                      | Pendente  |